# サラゴサ県
サラゴサ県（サラゴサけん、スペイン語：Provincia de Zaragoza、アラゴン語：Probinzia de Zaragoza）は、スペイン・アラゴン州の県。県都はサラゴサ。

## 地理
アラゴン州のウエスカ県とテルエル県、カタルーニャ州のリェイダ県とタラゴナ県、カスティーリャ＝ラ・マンチャ州のグアダラハラ県、カスティーリャ・イ・レオン州のソリア県、ラ・リオハ州、ナバーラ州と接している。

### 人口
| サラゴサ県の人口推移 1900－2010                         |
|                                                         |
| 出典:INE（スペイン国立統計局）1900年 - 1991年、1996年 - |

## 歴史
1833年スペイン地方行政区分再編ではスペイン全土に49の県が設置された。この際にサラゴサ県も設置され、県都はサラゴサに定められた。この際にサラゴサ県など3県は「歴史的地域」のアラゴン地域にまとめられたが、「歴史的地域」に権限や行政機関は存在しなかった。
1939年から1975年のフランコ独裁体制化を経て、スペインの民主化移行期の1970年代末から1980年代初頭にはスペイン全土に17の自治州が設置された。1982年8月16日にはサラゴサ県など5県からなるアラゴン州が発足した。

## 行政区画

### 主な自治体
サラゴサはサラゴサ県の人口の約4分の3を占めている。サラゴサ県には292のムニシピオ（基礎自治体）がある。半分以上の自治体は人口300人以下であり、人口が1万人以上の自治体は6である。
| 順位 | 基礎自治体                               | 人口 （2012年） | 郡                                 |
| ---- | ---------------------------------------- | --------------- | ---------------------------------- |
| 1    | サラゴサ                                 | 679,624         | サラゴサ                           |
| 2    | カラタユー                               | 21,174          | コムニダ・デ・カラタジュー         |
| 3    | ウテーボ                                 | 18,281          | サラゴサ                           |
| 4    | エヘーア・デ・ロス・カバジェーロス       | 17,180          | シンコ・ビージャス                 |
| 5    | タラソーナ                               | 11,050          | タラソーナ・イ・エル・モンカージョ |
| 6    | クアルテ・デ・ウエルバ                   | 10,394          | サラゴサ                           |
| 7    | カスペ                                   | 9,885           | バッホ・アラゴン＝カスペ           |
| 8    | ラ・アルムニア・デ・ドーニャ・ゴディーナ | 7,792           | バルデハロン                       |
| 9    | スエーラ                                 | 7,738           | サラゴサ                           |
| 10   | タウステ                                 | 7,382           | シンコ・ビージャス                 |

### 司法管轄区
県内は7の司法管轄区に分けられる。太字は中心自治体。
1. カラタユー司法管轄区[5] - アラルバ、アルコンチェル・デ・アリーサ、アラーマ・デ・アラゴン、アニニョン、アリーサ、アテーカ、ベルモンテ・デ・グラシアン、ベルデーホ、ビフエスカ、ボルダルバ、ブビエルカ、カボラフエンテ、カラタユー、カルマルサ、カンピージョ・デ・アラゴン、カレーナス、カステホン・デ・アラルバ、カステホン・デ・ラス・アルマス、セルベーラ・デ・ラ・カニャーダ、セティーナ、シンバージャ、クラレス・デ・リボータ、コンタミーナ、エンビー・デ・アリーサ、ゴドーホス、イブデス、ハラーバ、マランキージャ、マルエンダ、マラ、モンレアル・デ・アリーサ、モンテルデ、モラータ・デ・ヒローカ、モーロス、ムネブレガ、ヌエーバロス、オルベス、オレーラ、パラクエージョス・デ・ヒローカ、ポスエル・デ・アリーサ、ルエスカ、セディーレス、シサモン、テレール、トラルバ・デ・リボータ、トレエルモーサ、トレラパーハ、トリーホ・デ・ラ・カニャーダ、バルトーレス、ベリージャ・デ・ヒローカ、ビジャルバ・デ・ペレヒル、ビジャレングア、ビジャロージャ・デ・ラ・シエーラ、ラ・ビルエーニャ
2. タラソーナ司法管轄区[6] - アゴン、アインソン、アルベリーテ・デ・サン・フアン、アルベータ、アルカラ・デ・モンカージョ、アンベル、アニョン・デ・モンカージョ、ビシンブレ、ボルハ、ブルブエンテ、ブレータ、エル・ブステ、ロス・ファジョス、フレスカノ、フエンデハロン、グリセル、リターゴ、リトゥエニゴ、マレハン、マロン、ノバージャス、ポスエーロ・デ・アラゴン、サン・マルティン・デ・ラ・ビルヘン・デ・モンカージョ、サンタ・クルス・デ・モンカージョ、タブエンカ、タラマンテス、タラソーナ、トレージャス、トラスモス、ベラ・デ・モンカージョ、ビエルラス
3. サラゴサ司法管轄区[7] - アラゴン、アルカラ・デ・エブロ、アルファハリン、アルモチュエル、アルモナシー・デ・ラ・クーバ、アスアーラ、バルボレス、ベルチーテ、ボキニェーニ、ボトリータ、エル・ブルゴ・デ・エブロ、カバーニャス・デ・エブロ、カドレーテ、コード、クアルテ・デ・ウエルバ、ファルレーテ、フィゲルエーラス、フエンデトードス、フエンテス・デ・エブロ、ガジュール、ヘルサ、グリセン、エレーラ・デ・ロス・ナバーロス、ハウリン、ラ・ホジョーサ、ラガータ、レセラ、レシニェーナ、レトゥックス、ロンガーレス、ルセーニ、ルエスマ、マガジョン、マジェン、マリーア・デ・ウエルバ、メディアーナ・デ・アラゴン、メサローチャ、モネグリージョ、モネーバ、モジュエーラ、モソータ、ムエル、ノビージャス、ヌエス・デ・エブロ、オセーラ・デ・エブロ、パストリス、ペドローラ、ペルディゲーラ、ピナ・デ・エブロ、ピンセーケ、プレイタス、プレーナス、プエブラ・デ・アルボルトン、ラ・プエブラ・デ・アルフィンデン、キント、サンペール・デル・サルス、サン・マテーオ・デ・ガジェゴ、ソブラディエル、トーレス・デ・ベレジェン、トソス、ウテーボ、バルマドリー、ビジャフランカ・デ・エブロ、ビジャヌエバ・デ・ガジェゴ、ビジャヌエバ・デ・ウエルバ、ビジャール・デ・ロス・ナバーロス、サラゴサ、スエーラ
4. カスペ司法管轄区[8] - アルボルヘ、アルフォルケ、ラ・アルモルダ、ブハラロス、カスペ、チプラーナ、シンコ・オリーバス、エスカトロン、ファバーラ、ファジョン、マエージャ、メキネンサ、ノナスペ、サスタゴ、ベリージャ・デ・エブロ、ラ・サイーダ
5. エヘーア・デ・ロス・カバジェーロス司法管轄区[9] - アルディーサ、アルティエーダ、アシン、バグエス、ビエル、ビオータ、カステホン・デ・バルデハーサ、カスティリスカール、エヘーア・デ・ロス・カバジェーロス、エルラ、エル・フラーゴ、イスエーレ、ラジャーナ、ロベーラ・デ・オンセージャ、ロンガース、ルエシア、ルナ、マラーコス、ミアーノス、ミリージョ・デ・ガジェゴ、ナバルドゥン、オレス、ラス・ペドローサス、ピエドラタハーダ、ロス・ピンターノス、プラディージャ・デ・エブロ、プエンデルナ、レモリーノス、サダバ、サルバティーエラ・デ・エスカ、サンタ・エウラリア・デ・ガジェゴ、シエラ・デ・ルナ、シグエス、ソス・デル・レイ・カトリコ、タウステ、ウンカスティージョ、ウンドゥエス・デ・レルダ、ウリエス、バルパルマス
6. ダローカ司法管轄区[10] - アバント、アセレー、アグアロン、アギジョン、アラドレン、アルデウエーラ・デ・リエストス、アネント、アテーア、バドゥーレス、バルコンチャン、ベルエーコ、カリニェーナ、セルベルエーラ、コードス、コスエンダ、クベル、ラス・クエルラス、ダローカ、エンシナコルバ、フォンブエーナ、フエンテス・デ・ヒローカ、ガジョカンタ、ランガ・デル・カスティージョ、レチョン、マイナール、マンチョーネス、ミエーデス・デ・アラゴン、モントン、ムレーロ、ノンブレビージャ、オルカーホ、パニーサ、レタスコン、ロマーノス、サンテー、トラルバ・デ・ロス・フライレス、トラルビージャ、ウセー、バル・デ・サン・マルティン、バルデオンラ、ビジャードス、ビジャフェリーチェ、ビジャヌエバ・デ・ヒローカ、ビジャレアル・デ・ウエルバ、ビジャロージャ・デル・カンポ、ビスタベージャ
7. ラ・アルムニア・デ・ドーニャ・ゴディーナ司法管轄区[11] - アルファメン、アルモナシー・デ・ラ・シエーラ、ラ・アルムニア・デ・ドーニャ・ゴディーナ、アルパルティール、アランダ・デ・モンカージョ、アランディガ、バルダジュール、ブレア・デ・アラゴン、カラトラーオ、カルセーナ、チョーデス、エピラ、エル・フラスノ、ゴトール、イジュエーカ、ハルケ、ルセーナ・デ・ハロン、ルンピアケ、メソーネス・デ・イスエーラ、モラータ・デ・ハロン、モレス、ラ・ムエーラ、ニグエージャ、オセーハ、パラクエージョス・デ・ラ・リベーラ、プラセンシア・デ・ハロン、ポメール、プルホーサ、リクラ、ルエーダ・デ・ハロン、サビニャン、サリージャス・デ・ハロン、サンタ・クルス・デ・グリーオ、セストリーカ、ティエルガ、トベー、トラソバーレス、ウレーア・デ・ハロン